# Henri Lemaître (homme politique)
Pour les articles homonymes, voir Henri Lemaître et Lemaître.
Henri Lemaître, né à Namur le 17 janvier 1822 et décédé au même lieu le 15 février 1904, est un avocat et homme politique belge, bourgmestre de Namur de 1891 à 1895.